# 파라나-에텐데카 트랩

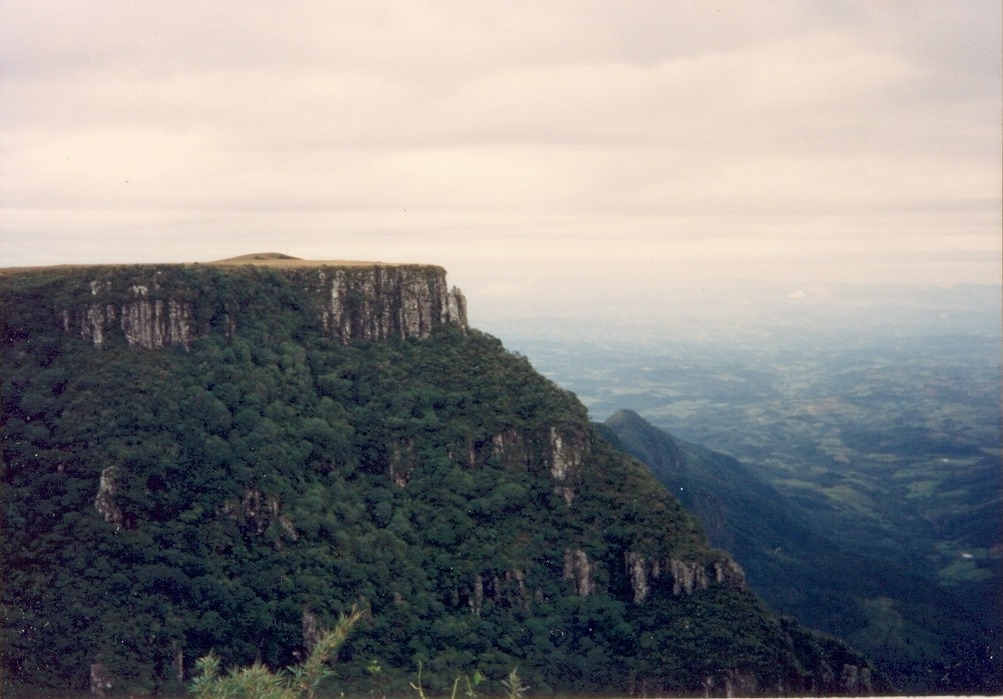
브라질 남부 산타카타리나주에 있는 파라나 트랩의 하위지형인 리우두라스토 지역

파라나-에텐티카 트랩(Paraná-Etendeka traps) 또는 파라나-에텐티카 지대(Paraná and Etendeka Province)는 남반구에 있는 거대 화성암 지대이다. 남아메리카 파라나 평원에 있는 파라나 트랩(남미지질분지)과 나미비아 서북부-앙골라 서남부에 있는 절단된 자그만한 범람 현무암 지대인 에텐티카 트랩 이 둘을 합쳐서 말한다. 원래의 현무암 용암들은 1억 2,800억년 전에서 1억 3,800억 년 전에 만들어졌다. 화성암 분출 이후 남은 거대 화성암 지대의 넓이는 1.5 x 106 km2에 달하며 당시 분출된 용암의 양은 2.3 x 106 km3인 것으로 추정된다.

## 분석
파라나-에텐데카 트랩의 현무암들은 나이가 대략 132 Ma(백만 년) 정도로 백악기 전기 발랑쟁절 시기 나온 암석이다. 간접적인 증거를 볼때 파라나-에텐데카 트랩은 열개 작용과 발산 작용으로 인해 만들어진 것으로 보이며 월비스 해령(고프/트리스탄 열점)으로 서로 이어져 있는 고프섬과 트리스탄다쿠냐 제도를 만들어낸 것도 이것 때문으로 보인다. 파라나 트랩 동쪽 너머에 있는 남위 25도-35도의 리오그란데 해팽도 파라나-에텐데카 트랩의 일부로 보인다.
동위원소 분석을 포함한 지구화학적 해석 결과 지질학자들은 지구 연약권의 멘틀 플룸이 암석권 바닥에 도착해 부분 용융되어 트랩에서 마그마가 형성되고 화성암이 만들어진 것으로 추정한다. 그 후 분화와 함께 지각 물질이 분진 형태로 분출한 것으로 추정된다. 일부 심성암을 분석한 결과에서는 트랩의 분화는 멘틀의 마그마가 지각을 직접적으로 바로 뚫고 올라온 것으로도 추정된다.
트랩에서 나오는 암석들 중 일부에는 폭발성 분화가 일어날 때 나오는 이그님브라이트도 발견된다. 파라나 트랩에서는 지구 역사상 알려진 것 중 가장 거대한 단일 화산 분화 활동이 일어난 것으로 추정된다.

## 같이 보기
- 파라나 평원
- 우루과이 암맥군

## 참고 문헌
- Peate DW (1997). 〈The Parana-Etendeka Province〉 (PDF).   Mahoney JJ, Coffin MF. 《Large Igneous Provinces: continental, oceanic, and planetary flood volcanism》. Geophysical Monograph 100. Washington, DC: American Geophysical Union. 217–245쪽. 2017년 8월 9일에 원본 문서 (PDF)에서 보존된 문서. 2019년 7월 18일에 확인함.